# ウォーキング・デッド (テレビドラマ)
『ウォーキング・デッド』（原題：The Walking Dead）は、2010年から2022年まで放送されたアメリカ合衆国のテレビドラマである。略称は『TWD』。

## 概要
米国での展開
フランク・ダラボンが企画し、ロバート・カークマン、トニー・ムーア、チャーリー・アドラードによるグラフィックノベル・シリーズ『ウォーキング・デッド』を原作としている。
2010年10月31日に、アメリカ合衆国のケーブル・テレビ・チャンネルのAMCで放送が開始された。シーズン1は、第68回ゴールデングローブ賞のテレビシリーズ賞（ドラマ部門）などにノミネートされた。2019年10月6日からはシーズン10が放送されたが、新型コロナウイルス の流行の影響で第16話の放送は遅れて2020年10月4日となり、さらにシーズン10に6話が追加されて2021年2月28日から4月4日にかけて放送された。2021年8月22日から放送された、拡大されたシーズン11をもって2022年に終了した。24話からなるシーズン11は、8話ずつ3部に分割されて放送された。
日本での展開
日本では、シーズン1が2010年11月でFOXムービー、第1話のみFOXチャンネルでも放送された。その後、2011年4月にはFOXチャンネルでもシーズン1全エピソードを放送し、シーズン2からシーズン10まではFOX チャンネルで日本初公開されている。シーズン11は、Disney+のブランド「スター」にて2021年10月27日より日本初公開され、のちにFOXチャンネルで放送されている。
Amazonビデオ、dtv、Hulu、Netflix、U-NEXTなどの動画配信サービスで提供されている。
2017年10月には日本テレビ、11月には読売テレビの深夜枠でそれぞれシーズン1の地上波初放送が行なわれている。WOWOWでは2019年10月11日からシーズン1が放送されている。
登場人物の日本語表記
登場人物の日本語表記については、KADOKAWAホームページとFOX番組ホームページ（ならびにAmazonビデオホームページ）、さらには最新エピソード(S11E23)字幕の間で相違がある。特に主役のRick Grimesの姓についてはKADOKAWAがグライムス、FOXがグリムス、DVD1巻の字幕ではグライムス、最新DVDの字幕がグライムズとしている。以下では、DVDの日本語翻訳で採用されている「グライムス」で統一する。

## ストーリー
各エピソードについては、「ウォーキング・デッドのエピソード一覧」を参照。
『ウォーキング・デッド』は、ゾンビによる世界の終末を迎えた後の物語であり、荒廃したアメリカ合衆国で安住の地を求め、ゾンビから逃れつつ旅をする少人数のグループを描く。ゾンビは様々な名で呼ばれるが、主人公たちの集団はウォーカーと呼ぶ。
ウォーカーとはあらゆる生き物をむさぼり食う動く死人で、人間は脳が無事なまま死亡するとほぼ確実にウォーカーになってしまう。またウォーカーに噛まれた人間は間もなく高熱を発して死に、やはりウォーカーに転化する。ウォーカーを倒すには脳を破壊するしかない。
グループは、ゾンビが大発生する前はジョージア州の小さな町の保安官代理をしていたリック・グライムスが率いる。グループは、社会が崩壊した世界で、ウォーカーの恐怖、グループ内の力関係の変化、そして自らの生存だけを考える数少ない生き残りの人間たちに直面する。
シーズン1は主にアトランタ都市圏を舞台とするが、シーズン2からシーズン4は、ウォーカーから逃れてジョージア州北部地方に舞台を移す。シーズン5中盤からバージニア州へと舞台が変わる。
太文字の人物名は初登場のキャラクター。

### シーズン1（2010年）

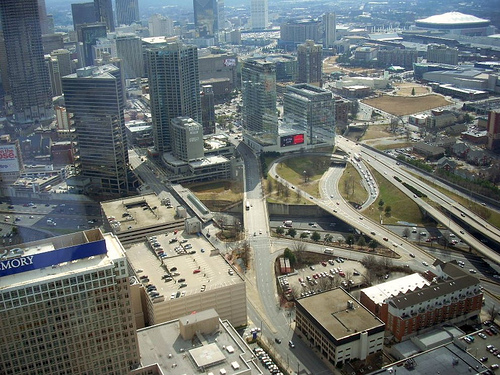
シーズン1で撮影されたジョージアの街並み。

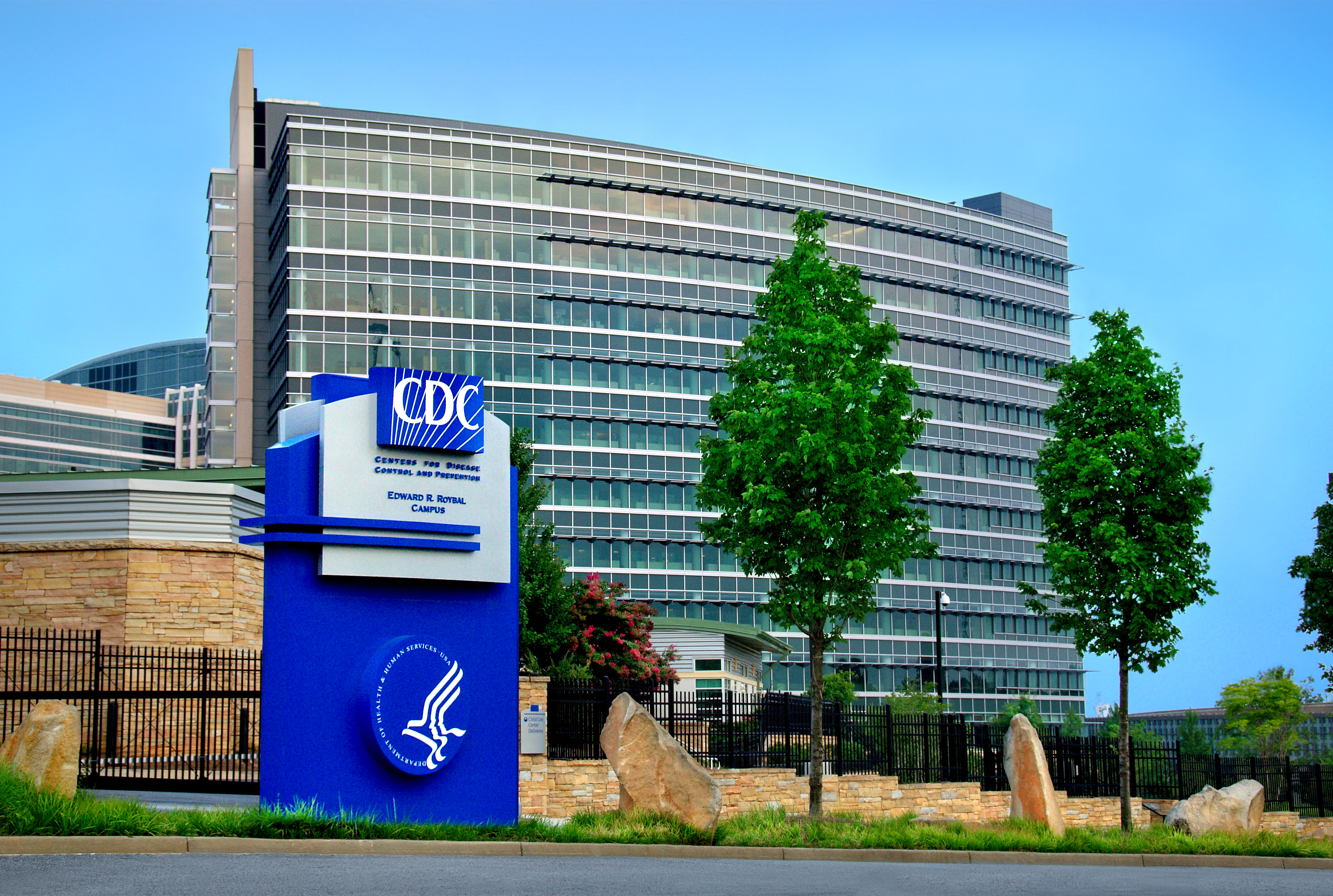
シーズン1のラストで爆破された、アトランタにあるアメリカ疾病予防管理センター(CDC)。

ジョージア州の保安官代理のリック・グライムスが勤務中の怪我による昏睡状態から目を覚ますと、文明は崩壊し、生ける屍「ウォーカー」が歩き回っていた。
リックの自宅には家族はおらず、見知らぬ黒人親子モーガンとデュエインに出会う。彼らからウォーカーの事や自分の昏睡中の出来事を教えてもらい、家族が避難していると思われるアトランタを目指して出発する。
アトランタでウォーカーに囲まれたリックは、物資調達に来ていたグレンによって助け出された後、アンドレアやTドッグらと協力する。リック達はウォーカーの腐肉を体にこすりつけて群れの中を突っ切り、脱出に成功する。しかし、手錠の鍵をTドッグが落としてしまい、手錠にかけて拘束したメルルを一人、屋上に取り残してしまう。
都市の外では、リックの妻のローリと息子のカールが、リックの元同僚で親友でもあるシェーン・ウォルシュや他の生存者たちと、デールのキャンピングカーをベースに生活を共にしていた。キャンプ地で家族に再会したリックは、グループのリーダー的位置に就く。
リック達はメルルと武器を回収するために再びアトランタへ戻るが、屋上には右手首だけが残されていた。その後、他の生存者グループと遭遇し、グレンが連れ去られてしまう。彼らが町の老人達を保護している事を知り、リックは武器の半分を分け与える。。
リックらが戻る直前に、ウォーカーがキャンプを襲撃しキャロルの夫とアンドレアの妹が死亡。キャンプが安全でないと知った一行は、治療薬の開発の噂を信じてCDC（アメリカ疾病予防管理センター）に向かい、研究員唯一の生き残りであるジェンナーに出会う。
ウォーカーの情報を得るが、CDCは燃料切れにより機密保持の為の自爆装置が作動してしまう。一行は脱出するが、ジェンナーは死を選び、リックに最期の情報を密かに教えて施設と共に消滅する。

### シーズン2（2011年）
CDCから脱出し、安全とされるフォートベニング基地へ向かう途中、一行はウォーカーに襲われ、キャロルの娘のソフィアとはぐれてしまう。
数日後、カールは、オーティスに誤って撃たれる。リック達とオーティスは瀕死のカールを農場へ運び込み、オーナーの獣医師ハーシェルに治療してもらう。残りのメンバーもハーシェルの長女マギーの案内で農場へやって来る。カールの手術のため、必要な薬と医療器具をシェーンとオーティスが調達しに向かう。二人はウォーカーに襲われ、足を痛めたシェーンは、逃げ切る為にオーティスの足を撃って犠牲にして帰還し、口を閉ざす。カールの手術が成功した後も、一行はソフィアを探すために農場に留まる。
そしてローリの妊娠が発覚。変化した世界で生き抜いて行く苛酷さ、生まれた途端に死の危険に晒され、良い思い出を持つことすら困難になった状況に、親として苦渋の選択をとって中絶を試みるが、思いとどまる。
マギーと恋愛関係になり始めたグレンが、農場の一角の納屋に幽閉された多数のウォーカーを見つける。排除を主張する一行に対し、ハーシェルは転化した妻や知人がいずれ治療できる可能性を主張し、一行に農場から出て行くよう迫る。しかし、暴走したシェーンが納屋のウォーカーを解き放ち、リック達はやむをえず全て撃ち殺す。納屋の中からは転化したソフィアが最後に姿を現し、リックがとどめを刺す。元家族のウォーカーは土葬され、その他は焼却される。
リックらは、行方をくらましたハーシェルを探しに行って他の生存者と遭遇し、一人の少年を捕まえる。一方農場ではハーシェルの娘ベスが、転化した母親に襲われたショックで自殺を図る。
町で捕えた少年の処遇などを巡ってメンバーの意見が分かれ、デールは独り処刑に反対する。デールはリック達に失望して家から出たところをウォーカーに襲われてダリルに介錯された。
ローリを諦められないシェーンはリックを疎ましく思い殺害を謀るが、リックの機転で返り討ちにされる。死亡直後ウォーカーに転化してリックを襲うも、二人を追ってきたカールにとどめを刺される。その夜、ウォーカーの大群が農場を襲う。一行とハーシェルの家族は辛くも農場を捨てて逃げ出す。はぐれたアンドレアの前に、両腕と顎を切り落とされたウォーカー2体を首かせで引き連れた、謎の女性剣士ミショーンが現れる。
シェーンや少年が噛まれてないのに死後に転化した事について、リックはCDCのジェンナー博士から聞いた、「すでに全ての人が感染している」、という言葉を告白する。

### シーズン3（2012年）

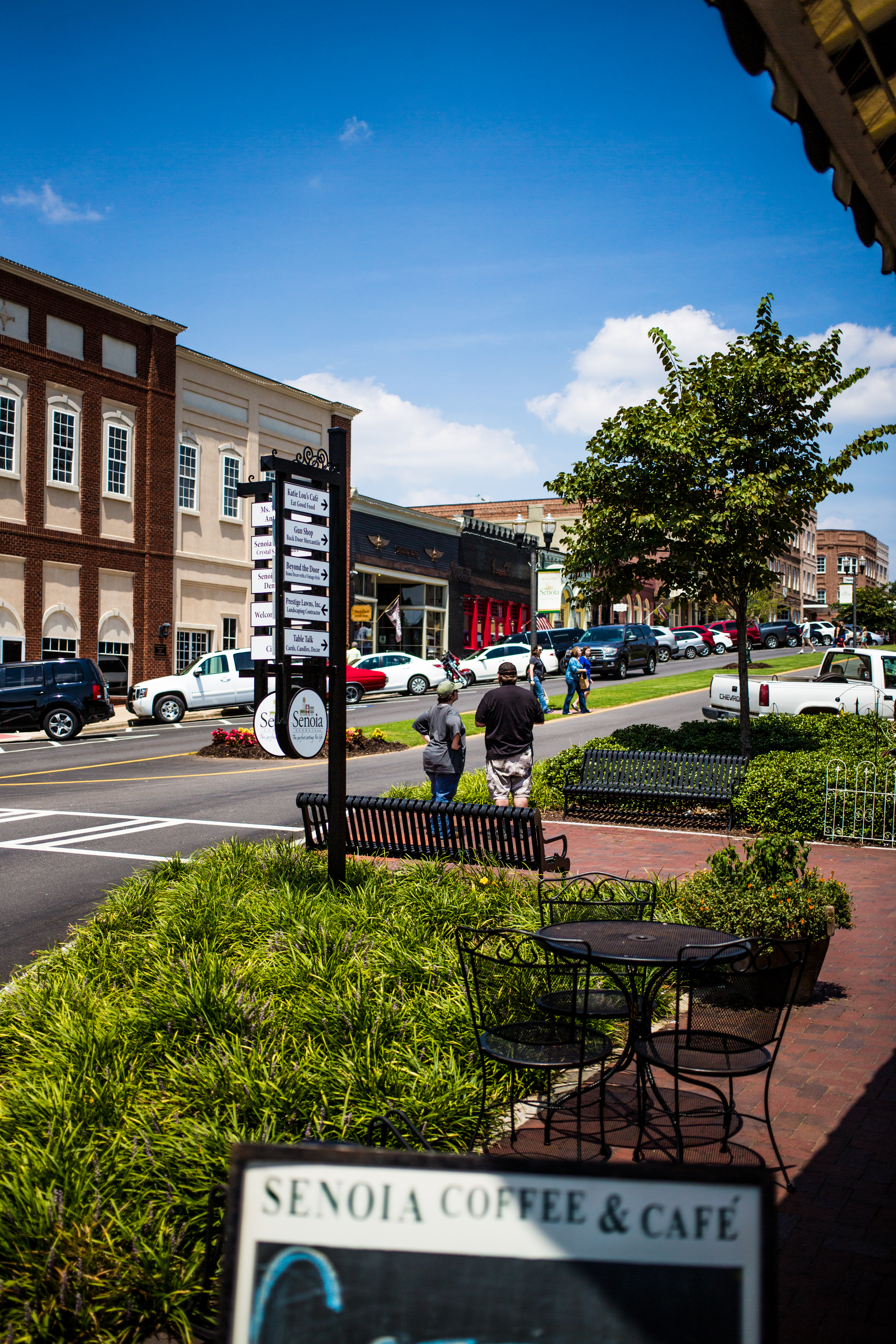
第3シーズンのウッドベリーの舞台として使用された、ジョージア州セノアのダウンタウン。

農場を脱出してから数か月後、一行は刑務所に住み着く。ハーシェルがウォーカーに足を噛まれるが、リックが足を切断し転化を防ぐ。
しばらくは平穏が続くが、逃げていた囚人がウォーカーの大群を招き入れ、噛まれたTドッグがキャロルを救う為に犠牲になる。マギーがローリの帝王切開を行い胎児を取り上げるが、昏睡状態となったローリはカールに頭を撃ち抜かれる。生まれた娘は、カールによってジュディスと名付けられる。妻を失ったリックはショックから幻覚を見始める。タイリースの一行はこの姿を見て立ち去りウッドベリーに行く。
アンドレアとミショーンはメルルらに連行されて、平和的なウッドベリーの総督（ガバナー）に出会う。アンドレアはガバナーと関係を持つが、ミショーンは不信感から刑務所に戻る。追手のメルルはミショーンを殺したと嘘をつき、代わりにグレンとマギーを捕えて連れ帰る。
リック達はウッドベリーに潜入し、グレンとマギーを救出する。ミショーンは、転化したガバナーの娘を処理し、ガバナーの片目を潰す。ガバナーはメルルの嘘に怒り、ダリルとメルルを殺し合わせようとする。二人はリックたちに助け出されるが、メルルがグレンとマギーに拒否され、二人は刑務所を立ち去る。
ガバナー達は報復のため刑務所を襲撃する。アンドレアは襲撃を知り、刑務所に行ってリック達を説得しようとするが失敗する。
ウッドベリーとの全面戦争に備え、リック達は武器を調達するため元の街に戻り、息子を亡くし錯乱したモーガンに再会し、武器を分けてもらう。
停戦会談の場で、ガバナーはミショーンの引き渡しを要求する。ミルトンはガバナーが取引後にリック達を皆殺しにするつもりであることを知り、兵器として捕えていたウォーカー達を密かに焼き払う。メルルはミショーンを引き渡そうとするが翻意し、一人でガバナーを仕留めようとして殺される。後を追ってきたダリルは、転化した兄を始末する。
ガバナーは裏切り者のミルトンに重傷を負わせてアンドレアと一緒に閉じ込め、刑務所を襲うが、反撃され総崩れになる。非難に逆上したガバナーは住民を虐殺し、残った側近二人と共に車で逃げ去る。ミルトンに噛まれたアンドレアは自ら頭を撃ち抜く。リックたちは襲撃に参加しなかったタイリースらウッドベリーの住民達を刑務所に受け入れる。

### シーズン4（2013年）
ガバナーの襲撃から数か月後、刑務所で人々は平穏に暮らす。しかし、刑務所内で疫病が蔓延し、疫病により死亡した住民が転化して他の住人を襲い始める。発症したタイリースのガールフレンドのカレンらをキャロルが焼き殺したため、リックに追放される。グレンやサシャも発症するが、ダリル達が調達した薬で回復する。
一方、ガバナーはマルチネスがリーダーとなっているキャンプに拾われる、幹部を暗殺し、得意の弁舌でリーダーとなる。住民を騙して戦闘員に仕立て上げ、ミショーンとハーシェルを人質にして刑務所の引き渡しを要求し、ハーシェルの首を斬り落とす。刑務所は破壊されて住民はバラバラに脱出する。リックは血だらけのベビーキャリーを発見して泣き叫びながらカールと脱出する。ガバナーは重傷を負い、リリーにとどめを刺される。
ミショーンはリックとカールに再会する。ミショーンはカールに自分の息子アンドレの事を打ち明ける。3人は「終着駅」の看板を発見して目指す。
一方、ジュディスを抱え、リジーとミカを引き連れたタイリースはキャロルと再会し、4人は終着駅を目指が、森の奥の小屋を見つけて落ち着く。リジーはウォーカーと鬼ごっこをし、餌付けをし、ミカを殺して転化を待つ異常な行動を見せる。キャロルはリジーを撃ち殺す。子供達を埋葬した夜、キャロルはカレンを殺したことを告白する。タイリースはキャロルを許し、二人で終着駅へと向かう。
マギー、サシャ、ボブはグレンを探し、終着駅の看板を発見して向かう。
グレンとタラはエイブラハム、ユージーン、ロジータの3人に遭遇し、大型トラックに乗せられる。ウォーカーの集団がトラックを取り囲み、ユージーンが銃を乱射してトラックが走行不能になる。グレンはトンネルの入り口の壁にマギーのメッセージを見つけ、彼らは「終着駅」を目指す。
ダリルとベスはウォーカーの集団に襲われ、ベスは連れ去られる。途方に暮れるダリルをジョー率いる無法者集団が仲間に加える。
リック、カール、ミショーンはジョーのグループにつかまるが、リックがジョーの首を食いちぎって逆転し、皆殺しにする。ダリルを加えた4人は「終着駅」を見つけ、武器を一部土に埋めて隠したのちに侵入する。ギャレスという男に案内されるが、豹変した住民たちに発砲されて閉じ込められ、タイリースとキャロル以外のメンバーと再会する。

### シーズン5（2014年）
終着駅で囚われたリック達はギャレスによって食用にされそうになるが、キャロルの襲撃で脱出する。
一行は怪しい神父ゲイブリエルの教会に来る。キャロルとダリルはベスをさらった車を発見し追う。外でボブが襲われて気絶し、ギャレス達に足を食べられるが、ボブは既にウォーカーに噛まれて死が迫っている。ギャレス達は教会を襲うが裏をかかれ始末される。
その頃ベスは病院で目覚め、リーダーの警官ドーンと医師スティーヴンに会う。家に帰りたがる少年ノアとベスは脱走を図るが、ベスは捕まる。ノアはダリルとキャロルに出会ってベスのことを話すが、キャロルが病院の車にはねられ連れて行かれる。ダリルとノアはリックたちのもとに戻り、警官を捕獲して人質交換をはかる。病院で人質交換が行われるが、ノアを要求するドーンをベスがハサミで刺し、ドーンに頭を撃ち抜かれ、ダリルがドーンを射殺する。両グループは衝突を避けて退く。
ノアの町でタイリースが子供のウォーカーに噛まれ死ぬ。次に、ユージーンの目的地ワシントンD.C.を目指す。一行の前にアーロンが現れてバージニア州のアレクサンドリア共同体への参加を誘う。一行は壁に囲まれた共同体のリーダー、ディアナと面会して審査をパスし、武器を預ける。リックは、溶け込むふりをしながら預けた武器を盗み出す。ダリルはアーロンと共に探索に出掛ける。
街の警察官となったリックは、外科医のピートが妻のジェシーに対してDVを行っている事を知り、ピートを殴る。ディアナは貴重な外科医を失いたくないため、放置していたことが分かる。
ゲイブリエルはディアナにリックが善人ではないと告げ口をする。武装せず外に出ていき、ウォーカーに食べられようとするが、恐怖が勝ってウォーカーを倒す。うわの空でアレクサンドリアに戻るが、門を閉め忘れる。
一方、モーガンがエイブラハムの残した地図を頼りにワシントン近郊までやってきている。ダリルとアーロンは外で探索中、罠にかかってウォーカーに囲まれるが、モーガンに救われる。
ディアナはリックの暴力事件を話し合う集会を開く。閉め忘れた門から複数のウォーカーが侵入し、リックが一人で戦う。ディアナがリックを批判する中、リックがウォーカーを担いで現れる。ピートがディアナの夫レジを切り殺し、ディアナの命令でリックがピートを射殺する。そこへダリルらとモーガンが現れる。

### シーズン6（2015年）
リック達は、アレクサンドリア近くの採石場跡地で多数のウォーカーが塞き止められているが、限界が近いことを知る。ウォーカーを遠くへ誘導しようとするが、町は強盗集団の襲撃に遭い辛くも撃退する。
誘導役のダリルはドワイトのグループに襲われ、バイクなどを奪われ逃げられる。サシャやエイブラハムと合流して戻る途中にニーガンの部下だと言う一団に襲われるも、ロケット弾で一掃する。
グレンは放浪していたイーニッドを連れて町に戻るが、ウォーカー達に囲まれている。リックらは仲間の帰りを待ち続ける。老朽化した壁の外の家が崩れ壁を倒壊させてウォーカー達が侵入し、住民達は屋内に閉じ込められる。ディアナは噛まれ、リックに町を委ねる。ジェシーと息子も噛まれ、流れ弾がカールの右目を失明させる。住民は劣勢となるが、ダリル達が駆け付けウォーカーを全滅させる。
フラッシュバックで、モーガンが元犯罪者更生官と同居し、棒術と犯罪者の更生を学んだことが描かれる。
二か月後、アレクサンドリアは食料不足に陥る。調達に出かけたリックとダリルはジーザスという男と出会い、自分の町との取引を持ちかけられる。ヒルトップは自給自足するが、武器がなく〈救世主〉グループに恒常的に強請られている。リックは食料・医薬品と交換に戦うと持ちかける。モーガンは殺人を嫌いアレクサンドリアに留まるが、ゲイブリエルは積極的に武器を取る。救世主への夜襲が成功しかけるが、見張り役のマギーとキャロルは捕らえられ、人質が交換される。
町に平穏が訪れる。マギーは妊娠し、エイブラハムはロジータからサシャに心変わりし、リックはミショーンと親しくなり、キャロルもトビンと心を交わす。ユージーンは弾丸製造を提案する。デニースは調達の帰りにドワイトらの襲撃で殺される。殺し合いに絶望したキャロルは町を出る。キャロルを救うため、モーガンは誓いに反して殺人を犯してしまう。
一方、ダリルとミショーンとロジータはドワイト達を追って逆に捕らえられる。リック、カール、エイブラハム、ユージーンは高熱で倒れたマギーをヒルトップの医者に連れて行こうとするもやはり〈救世主〉に捕らえられる。〈救世主〉のリーダー、ニーガンが現れ、リック達からも収穫の半分を取り上げると宣言し、逆らった罰としてリック一行の一人をバットで殴り殺す。

### シーズン7（2016年）
ニーガンはエイブラハムを仲間の目の前で殴り殺す。ダリルが殴りかかると、グレンも殺す。ニーガンはリックを屈服させ、ダリルを連れ去る。〈救世主〉はアレクサンドリアから医薬品と武器を没収する。無力感に囚われたリックはリーダーの地位から降りる。ロジータは銃を拾い、ユージーンに実弾作りを依頼する。
キャロルとモーガンは、動物園の飼育係であったエゼキエルの治める、牧歌的な〈王国〉に着く。だが〈王国〉も密かに〈救世主〉に貢納する。戦いに倦んだキャロルは一人で隠棲する。
サシャ、マギー、カール、イーニッドがヒルトップに来る。指導者のグレゴリーは、アレクサンドリアとの結託の露見を恐れるが、マギーとサシャがウォーカーの襲撃から街を守るのを見て滞在を許す。マギーは住民の尊敬を勝ち取る。ジーザスとカールは〈救世主〉の基地〈サンクチュアリー〉に忍び込むが、カールは捕えられる。
タラは岸に打ち上げられ、武器は豊富だが女と子供だけの共同体〈オーシャンサイド〉に助けられる。秘密を守る約束をして去る。
ダリルは屈服せず、ジーザスと何者かの助けで脱走する。アレクサンドリアに来たニーガンをロジータが撃つが外れる。罰としてオリビアが殺され、ユージーンが連れ去られる。ユージーンは科学知識を生かして〈救世主〉たちに溶け込む。ドワイトは元妻シェリーがダリルの脱走を助けたと知ってエメット・カーソン医師に罪を着せ、ニーガンが殺す。ロジータとサシャはサンクチュアリーに来てユージーンに脱走を促すが拒否され、サシャは捕えられる。ロジータはドワイトから、ニーガンを殺すつもりだと聞く。
リックは〈救世主〉と戦うと決めて同盟を求めるが、ヒルトップと王国は躊躇する。リックらは廃品処理場でジェイディスをリーダーとする〈清掃人〉集団に囲まれ、銃を渡す約束と引き換えに同盟を結ぶ。
モーガンは仲間たちがニーガンに殺されたことをキャロルに教え、キャロルも戦いを決意する。タラは約束を破り、仲間たちを〈オーシャンサイド〉に連れて行き、説得して武器を手に入れる。
〈救世主〉はサシャを棺にいれてアレクサンドリアに来る。ユージーンの毒を飲み転化していたサシャはニーガンを襲う。〈清掃人〉はリックらを裏切る。銃撃戦の中、王国とヒルトップの援軍が現れ、〈救世主〉と〈清掃人〉は撤退する。

### シーズン8（2017年）
ドワイトの内部情報に基づいて、アレクサンドリア、ヒルトップ、王国はサンクチュアリーと全面戦争を始める。ダリルはウォーカー達をサンクチュアリーにおびき寄せ、ゲイブリエルは〈救世主〉に寝返ったグレゴリーを助けようして取り残され、ニーガンとともに脱出するが感染症になる。
ヒルトップ軍は、別の基地を襲撃し捕虜をヒルトップに連れ帰り、グレゴリーとともに檻に入れる。別の基地を攻撃した王国軍はほぼ全滅し、エゼキエルは失意に沈む。ダリルとリックは〈救世主〉の爆弾と重火器を手に入れるが、二人が争って爆発を招き失われる。
リックは労働者の巻き添えを躊躇して戦いは膠着する。カールはセディクを仲間にし、道中噛まれるが隠す。リックはジェイディス達を説得して再び同盟を結び、途中で上空を飛ぶヘリコプターを目撃する。
ダリル、タラ、モーガンはサンクチュアリーへ車を突っ込みウォーカーを招き入れるが、ユージーンの工夫で〈救世主〉は脱出する。〈救世主〉はアレクサンドリア、ヒルトップ、王国を襲撃する。リックは逃げたアレキサンドリアの仲間たちに再会しカールが噛まれた事を知る。カールは手紙を残し自ら命を絶つ。
連合軍はヒルトップで合流する。
サイモンはニーガンの命令に背いてジェイディス以外の清掃人全員を殺す。その後、〈救世主〉はヒルトップに向かうが途中でニーガンはリックに襲われ一対一の対決をする。ニーガンは死んだと思ったサイモンはヒルトップを攻撃するも撃退される。
ジョージーという女性がヒルトップを訪れて本と物資を手渡す。
ニーガンは一旦ジェイディスに囚われた後サンクチュアリーに戻る。ロジータとダリルはユージーンを奪回するが逃げられ、ユージーンは弾薬製造に精を出す。ニーガンはドワイトに偽の攻撃情報を与える。ニーガンはクーデターを計画したサイモンらのグループを皆殺しにする。
リックはニーガンとの和解を求めるカールの手紙を読み、無線でニーガンに連絡するが拒否される。リック達は偽の攻撃情報に騙されて罠にかかる。〈救世主〉たちは一斉に発砲するがユージーンの仕込んだ欠陥弾薬が暴発する。アーロンに説得されたオーシャンサイドの住民は〈救世主〉に火炎瓶を投げる。残った〈救世主〉は降伏する。リックはニーガンを捕まえ、カールの望みを話した後、喉をガラスで切りつける。リックは〈救世主〉の捕虜たちに平和を語りかける。
ニーガンはベッドの上で首に包帯を巻かれ治療され、一生牢屋で過ごすことを告げられる。
マギー、ダリル、ジーザスは〈救世主〉の処遇に満足せず、復讐の機会を待つ。

### シーズン9（2018年）
シーズン8の約2年後、橋や道路は傷み弾薬とガソリンは不足し、人々は馬と弓矢に頼る。アレクサンドリアではリックがミショーンと暮らし、ニーガンを幽閉しながら〈救世主〉との和解を図る。ダリルはサンクチュアリーの指導者の地位をキャロルに譲る。ヒルトップでは、グレゴリーが不和を煽ってマギーを襲わせ、処刑される。
各グループは共同して橋を修理するためキャンプに集まる。マギーとダリルはニーガンを殺す計画を立てる。ダリルがリックと争った音でウォーカーの大群がキャンプに向かう。マギーは惨めに死を請うニーガンを見て殺すことをやめる。リックはウォーカーを道連れに橋を爆破し、死んだものと思われる。だが、アン（ジェイディス）が生きているリックを見つけ、ヘリコプターに乗る集団とともに旅立つ。
ミショーンはかつての友人だったジョスリンにジュディスを連れ去られ、取り戻す際にジョスリンやその配下の子供達を殺してしまったことから心の傷を負い、以来孤立主義をとる。
6年が経過し、王国ではキャロルとエゼキエルがヘンリーを育て、鍛冶屋にするためにヒルトップに送り出す。エゼキエルは集団間の憲章を制定する準備をする。ハイウェイマンと呼ばれる集団と取引をして通行の安全をはかる。
アレクサンドリアでは、ミショーンは警備責任者となりリックとの子とジュディスを育てる。成長したジュディスがマグナ、ユミコ、ルーク、コニー、ケリーのグループを救うが、審査会に受け入れを拒否され、ミショーンはグループをヒルトップに連れて行く。ニーガンは牢から脱走し、親しくなっていたジュディスに見逃された後、自らアレクサンドリアに戻る。〈囁く者〉の危険が迫り、孤立主義をとるミショーンは王国への救援に反対するが、拒否権は行使しない。
ヒルトップではマギーが去っており、指導者となっていたジーザスは、死者の顔の皮を被りウォーカーを導く〈囁く者〉に殺される。森で一人で暮らしていたダリルはヒルトップに協力し、〈囁く者〉の一員のリディアを捕えて連れ帰り尋問し、リーダーで母親のアルファに虐待されていたことを知る。アルデンとルークは〈囁く者〉たちに捕えられ、リディアと人質交換される。リディアを追ったヘンリーは〈囁く者〉のベータに捕らえられるが、リディアとともにダリルとコニーに救い出される。
ミショーンは孤立主義を捨て王国に来る。ヒルトップ、アレクサンドリア、オーシャンサイド、王国の代表は会議で憲章に署名し共同体を設立する。ダリル、キャロル、ミショーン、ユミコらはヒルトップ防衛に向かう。ダリルらは〈囁く者〉につかまり、ウォーカーの大群を見せつけられて脅される。解放された帰り道、ダリル達は唯一の生き残りのセディクに会い、杭上に晒し者にされたハイウェイマンのオジーとアレック、DJ、フランキー、タミー、アディ、ロドニー、イーニッド、タラ、そしてヘンリーの頭を目撃する。
数ヶ月が経ち、それぞれの町を冬の嵐が襲う。王国は崩壊し、エゼキエルら住民はヒルトップに移る。ヘンリーの死で衝撃を受けたキャロルはエゼキエルと別れ、ダリルやリディア達と共にアレクサンドリアに移る。ジュディスが犬を捜しに出て低体温症になり、ニーガンに助けられる。見知らぬ女性が無線でユージーンに呼びかける。

### シーズン10（2019年）
数ヶ月が経ち、アレクサンドリア、ヒルトップ、オーシャンサイドからなる共同体は〈囁く者〉の境界線を守り平穏に過ごす。ニーガンは牢の外での行動を許されている。キャロルは旅から戻る。エゼキエルは癌に罹るが秘密にする。
人工衛星が墜落して山火事が起き、人々は境界線を越えて消火する。〈囁く者〉の密かな作戦により、ウォーカーの波がアレクサンドリアに何度も押し寄せ、ヒルトップでは大木が倒れて納屋を潰す。アルファは関与を否定し、境界線を越えた罰として共同体の領域を狭める。共同体の人々は〈囁く者〉への反感を募らせてリディアに暴力を働き、彼女を守ろうとしたニーガンはマーゴを殺してしまい、密かにキャロルに助けられて脱走し〈囁く者〉に偽装加入する。〈囁く者〉のスパイのダンテが医師としてアレクサンドリアに潜入し、水を汚染して住民を病気にし、正体に気づかれたセディクを絞殺するも、ゲイブリエルに殺される。
ミショーンは離島の海軍基地から来たというバージルに、武器があると騙されて島に同行する。島でリックが生きている証拠を見つけ、本土に戻り探索に出かける。
アルファはリディアを殺したと嘘をついて〈囁く者〉の支配を固めていたが、キャロルは生存するリディアを見せて嘘を暴こうとし、傷ついたリディアは逃げる。リディアを見たガンマは、アレクサンドリアにいる甥に会うことと交換に〈囁く者〉の情報を教える。ニーガンはガンマの裏切りをアルファに伝える。
〈囁く者〉はウォーカーの大群を率い、道を封鎖してヒルトップを襲う。ヒルトップは焼け落ちて住民は散り散りになる。ジュディスは噛まれたアールを始末する。ベータは裏切ったガンマを殺す。ニーガンはリディアを餌にアルファを誘い出して殺し、首をキャロルに渡す。コニーは行方不明となる。
ユージーンはエゼキエル、ユミコとともに無線で知り合ったステファニーに会いに行き、途中で陽気な生存者のプリンセスを一行に加え、約束の車両基地に着くが白い甲冑を着た兵士たちに拉致されて個別に監禁され尋問される。
ベータと〈囁く者〉はウォーカーの大群を率いてアレクサンドリアを襲う。住民はあらかじめ脱出し彼らをオーシャンサイドに導こうとするが見破られ、隠れた病院を包囲される。ダリル達は包囲をすり抜けて馬車を取りに行き、音楽を再生して大群を崖に導き落とす。ニーガンとダリルはベータを殺す。一人で病院に残ったゲイブリエルは〈囁く者〉に殺される寸前で、戻ってきたマギーと大鎌の男に助けられる。
マギーは収穫者（リーパー）に仲間を殺され、ニーガンへの恨みを抱えながらも、息子のハーシェルや生き残った仲間イライジャ、コールとともに壁を補修中のアレキサンドリアに戻り合流する。ニーガンは一時追放されたのちアレキサンドリアに戻る。文明崩壊から12年が経過している。

### シーズン11（2021年）
アレキサンドリアでは物資が不足し、壁の防御が弱体化する。
リーパーに全滅させられた、かつてマギーの属した共同体メリディアンが残した食料を漁るため、マギー、ダリル、ニーガン、アルデンらはワシントンDCに出かけ、リーパーに襲われる。ダリルはリーパーに加わるふりをして仲間たちを助ける。マギーはリーパーを皆殺しにするが、犬の元飼い主のリアだけはダリルが逃がす。アルデンは死に、マギーに赦してもらえないと悟ったニーガンはグループを離れる。
キャロルらは物資を漁りにヒルトップの崩壊跡に行き、〈囁く者〉の残党からコニーの生存を知らされる。キャロル、ケリーらはコニーとバージルを救出してアレキサンドリアに連れ戻る。嵐の中で壁が崩れ、ウォーカーが侵入する。
ユージーン、エゼキエル、ユミコ、プリンセスは平和で豊かなコモンウェルスに捕らえられ、市民権の審査のため軍の指揮者マーサーらに尋問される。ユミコは兄トミに再会する。ユージーンは運営責任者ホーンズビーの部下である偽のステファニーに操られ、知事ミルトンの息子セバスチャンを殴って逮捕され、釈放されるためにアレキサンドリアの位置を話す。
マギーのグループは食料をもってアレキサンドリアに戻る。ユージーンがホーンズビー率いる白い甲冑を着たコモンウェルスの軍ともにアレキサンドリアに来る。住民はコモンウェルスに併合されて平和と文明を楽しむが、貧富の差と不満に気付かされる。ユミコは知事のスタッフとなり、プリンセスはマーサーと親しくなる。ユージーンは、マーサーの妹マックスである本物のステファニーに会う。ホーンズビーは他の共同体の併合を進めるが、マギー率いるヒルトップやオーシャンサイドは拒否する。
リアはコモンウェルスのキャラバンを襲って武器を奪う。ホーンズビーは高層アパートの共同体がキャラバンを襲ったとしてその全滅を図る。ニーガンは共同体に加わりアニーと結婚している。マギーやダリルは共同体を助けてコモンウェルスの軍と戦う。
ユージーンらはマックスの助けを得て、セバスチャンのせいで多数の兵士が失われたことを調べて記事を公表し、ミルトン知事への反対運動が広がる。キャロルとニーガンはセバスチャンを捕らえてミルトンを脅迫し、罪をホーンズビーに被せ、戦いを止めてコモンウェルスが他の共同体を解放する取引をする。
ユージーンとマックスはセバスチャンを許せず、彼が真相を語る音声を公開する。ホーンズビーの手下が創立記念日を祝う町にウォーカーを解放して混乱を作り、セバスチャンは死ぬ。ユージーンはマックスをかばって自首する。ミルトンはユージーンを裁判にかけ、死刑判決が出る。さらにユージーンの仲間たちを捕らえて第22基地と改名されたアレキサンドリアへ送って線路建設の強制労働をさせる。ニーガンが裏切り者として妻と共に処刑されかける。
キャロルとダリルはホーンズビーを脱獄させて仲間たちの場所へ道案内をさせた後に殺す。マギーやロジータらと合流し、強制労働させられていた仲間たちを助け出すが、ロジータの娘がいない。仲間たちは列車でコモンウェルスに戻り、マーサーと共にミルトン知事への反乱を企てる。
アーロンらは向かう先のオーシャンサイドがコモンウェルスに壊滅させられたと知り、コモンウェルスへと戻る。マーサーはミルトンの不正に対し反乱を起こしユージーンを救う。ミルトン知事は住民たちの反対運動から目を逸らす為ウォーカーの大群を街に誘導。その結果、ウォーカーの大群が壁内に侵入してしまう。ウォーカーの大群、知事側の兵、反乱側の兵の三つ巴の戦いの中、ルークは亡くなりリディアは腕を失い、ジュディスも撃たれる。ロジータらは娘を見つけ出すがウォーカーの大群に巻き込まれてしまう。ミルトンは貧困地区を見捨てようとして兵の支持を失い逮捕される。マギーはニーガンの後悔を認める。
1年後、エゼキエルがコモンウェルスの知事、マーサーが副知事となり、人々は平和に暮らす。ダリルはリックとミショーンを探す旅に出る。リックとミショーンの無事な姿が見られる。

## 登場人物
詳細はそれぞれの役名を、他の登場人物は「ウォーキング・デッドの登場人物」を参照
| 登場 | 名前                     | 備考                                       | 1  | 2  | 3  | 4  | 5  | 6  | 7  | 8  | 9  | 10 | 11 |
| ---- | ------------------------ | ------------------------------------------ | -- | -- | -- | -- | -- | -- | -- | -- | -- | -- | -- |
| S1   | リック・グライムス       | ジョージア州の保安官代理。主人公。         | 生 | 生 | 生 | 生 | 生 | 生 | 生 | 生 | 生 | -- | 生 |
| S1   | ローリ・グライムス       | リックの妻。シェーンと浮気。               | 生 | 生 | 死 | -- | -- | -- | -- | -- | -- | -- | -- |
| S1   | カール・グライムス       | リックとローリの息子。                     | 生 | 生 | 生 | 生 | 生 | 生 | 生 | 死 | -- | -- | -- |
| S1   | シェーン・ウォルシュ     | リックの元同僚で親友。彼の妻と浮気。       | 生 | 死 | -- | -- | -- | -- | -- | -- | -- | -- | -- |
| S1   | グレン・リー             | 韓国系アメリカ人の青年。                   | 生 | 生 | 生 | 生 | 生 | 生 | 死 | -- | -- | -- | -- |
| S1   | ダリル・ディクソン       | メルルの弟。ボウガン使いのタフガイ。       | 生 | 生 | 生 | 生 | 生 | 生 | 生 | 生 | 生 | 生 | 生 |
| S1   | メルル・ディクソン       | ダリルの兄。無法者のタフガイ。             | 生 | 生 | 死 | -- | -- | -- | -- | -- | -- | -- | -- |
| S1   | デール・ホーヴァス       | グループ最年長の老人。                     | 生 | 死 | -- | -- | -- | -- | -- | -- | -- | -- | -- |
| S1   | アンドレア・ハリソン     | エイミーの姉。元弁護士。                   | 生 | 生 | 死 | -- | -- | -- | -- | -- | -- | -- | -- |
| S1   | Tドッグ                  | 巨漢で強面の黒人。                         | 生 | 生 | 死 | -- | -- | -- | -- | -- | -- | -- | -- |
| S1   | キャロル・ペルティエ     | ソフィアの母。敬虔なキリスト教徒。         | 生 | 生 | 生 | 生 | 生 | 生 | 生 | 生 | 生 | 生 | 生 |
| S1   | ソフィア・ペルティエ     | キャロルの娘。12歳。                       | 生 | 死 | -- | -- | -- | -- | -- | -- | -- | -- | -- |
| S1   | モーガン・ジョーンズ     | リックが目覚め最初に出会った黒人男性。     | 生 | -- | 生 | -- | 生 | 生 | 生 | 生 | -- | -- | -- |
| S1   | デュエイン・ジョーンズ   | モーガンの息子。                           | 生 | 生 | 死 | -- | -- | -- | -- | -- | -- | -- | -- |
| S2   | ハーシェル・グリーン     | 農場のオーナーで、獣医師の老人。           | -- | 生 | 生 | 死 | -- | -- | -- | -- | -- | -- | -- |
| S2   | マギー・グリーン         | ハーシェルの長女。グレンと結婚する。       | -- | 生 | 生 | 生 | 生 | 生 | 生 | 生 | 生 | 生 | 生 |
| S2   | ベス・グリーン           | ハーシェルの次女。マギーとは異母姉妹。     | -- | 生 | 生 | 生 | 死 | -- | -- | -- | -- | -- | -- |
| S2   | ミショーン               | ドレッドヘアの黒人女性。武器は日本刀。     | -- | 生 | 生 | 生 | 生 | 生 | 生 | 生 | 生 | 生 | 生 |
| S3   | ガバナー（総督）         | ウッドベリーの統治者。                     | -- | -- | 生 | 死 | -- | -- | -- | -- | -- | -- | -- |
| S3   | タイリース・ウィリアムズ | 大柄な黒人男性。サシャの兄。               | -- | -- | 生 | 生 | 死 | -- | -- | -- | -- | -- | -- |
| S3   | サシャ・ウィリアムズ     | タイリースの妹。                           | -- | -- | 生 | 生 | 生 | 生 | 死 | -- | -- | -- | -- |
| S3   | シーザー・マルチネス     | メルル離脱後のガバナーの側近。             | -- | -- | 生 | 死 | -- | -- | -- | -- | -- | -- | -- |
| S3   | シャンパート             | メルル離脱後のガバナーの側近。             | -- | -- | 生 | 死 | -- | -- | -- | -- | -- | -- | -- |
| S3   | カレン                   | タイリースの恋人。                         | -- | -- | 生 | 死 | -- | -- | -- | -- | -- | -- | -- |
| S3   | ジュディス・グライムス   | リックとローリの娘。                       | -- | -- | 生 | 生 | 生 | 生 | 生 | 生 | 生 | 生 | 生 |
| S4   | ボブ・ストゥーキー       | 黒人の青年で、元陸軍の衛生兵。             | -- | -- | -- | 生 | 死 | -- | -- | -- | -- | -- | -- |
| S4   | エイブラハム・フォード   | 元陸軍軍曹。                               | -- | -- | -- | 生 | 生 | 生 | 死 | -- | -- | -- | -- |
| S4   | ユージーン・ポーター     | 自称・科学者の小太りな男。                 | -- | -- | -- | 生 | 生 | 生 | 生 | 生 | 生 | 生 | 生 |
| S4   | ロジータ・エスピノーサ   | エイブラハム、ユージーンと同行する女性。   | -- | -- | -- | 生 | 生 | 生 | 生 | 生 | 生 | 生 | 死 |
| S4   | タラ・チャンブラー       | リリーの妹。                               | -- | -- | -- | 生 | 生 | 生 | 生 | 生 | 死 | -- | -- |
| S5   | ディアナ・モンロー       | アレクサンドリア(AS)のリーダー。           | -- | -- | -- | -- | 生 | 死 | -- | -- | -- | -- | -- |
| S5   | スペンサー・モンロー     | ASの住人。ディアナの息子。                 | -- | -- | -- | -- | 生 | 生 | 死 | -- | -- | -- | -- |
| S5   | アーロン                 | ASの住人。リクルーター。                   | -- | -- | -- | -- | 生 | 生 | 生 | 生 | 生 | 生 | 生 |
| S5   | エリック                 | ASの住人。アーロンの恋人。                 | -- | -- | -- | -- | 生 | 生 | 生 | 死 | -- | -- | -- |
| S5   | ジェシー・アンダーソン   | ASの住人。                                 | -- | -- | -- | -- | 生 | 死 | -- | -- | -- | -- | -- |
| S5   | ロン・アンダーソン       | ASの住人。ジェシーの息子。                 | -- | -- | -- | -- | 生 | 死 | -- | -- | -- | -- | -- |
| S5   | サム・アンダーソン       | ASの住人。ロンの弟。                       | -- | -- | -- | -- | 生 | 死 | -- | -- | -- | -- | -- |
| S5   | イーニッド               | ASの住人。外世界を知る少女。               | -- | -- | -- | -- | 生 | 生 | 生 | 生 | 死 | -- | -- |
| S5   | デニース・クロイド       | ASの住人。精神科医。                       | -- | -- | -- | -- | 生 | 死 | -- | -- | -- | -- | -- |
| S5   | トビン                   | ASの住人。現場監督。                       | -- | -- | -- | -- | 生 | 生 | 生 | 死 | -- | -- | -- |
| S5   | フランシーン             | ASの住人。                                 | -- | -- | -- | -- | 生 | 生 | 生 | 死 | -- | -- | -- |
| S5   | オリビア                 | ASの住人。物資管理係。                     | -- | -- | -- | -- | 生 | 生 | 死 | -- | -- | -- | -- |
| S5   | ブルース                 | ASの住人。                                 | -- | -- | -- | -- | 生 | 生 | 生 | 死 | -- | -- | -- |
| S5   | ニコラス                 | ASの住人。調達係。                         | -- | -- | -- | -- | 生 | 死 | -- | -- | -- | -- | -- |
| S5   | ゲイブリエル・ストークス | 黒人の神父。                               | -- | -- | -- | -- | 生 | 生 | 生 | 生 | 生 | 生 | 生 |
| S5   | オーウェン               | ウルフの一人。長髪の男性。                 | -- | -- | -- | -- | 生 | 死 | -- | -- | -- | -- | -- |
| S6   | ヒース                   | ASの住人。調達係。                         | -- | -- | -- | -- | -- | 生 | 生 | -- | -- | -- | -- |
| S6   | スコット                 | ASの住人。調達係。                         | -- | -- | -- | -- | -- | 生 | 生 | 生 | 生 | 生 | 生 |
| S6   | ジーザス                 | ヒルトップの住人。                         | -- | -- | -- | -- | -- | 生 | 生 | 生 | 死 | -- | -- |
| S6   | グレゴリー               | ヒルトップのリーダー。                     | -- | -- | -- | -- | -- | 生 | 生 | 生 | 死 | -- | -- |
| S6   | ハーラン・カーソン       | ヒルトップの医師。元産科医。               | -- | -- | -- | -- | -- | 生 | 生 | 死 | -- | -- | -- |
| S6   | カル                     | ヒルトップの門番役。槍を武器としている。   | -- | -- | -- | -- | -- | 生 | 生 | 生 | 生 | 生 | 生 |
| S6   | アンディ                 | リックの作戦に協力したヒルトップの住人。   | -- | -- | -- | -- | -- | 生 | 生 | 死 | -- | -- | -- |
| S6   | クレイグ                 | 救世主に捕らえられていたヒルトップの住人。 | -- | -- | -- | -- | -- | 生 | 生 | 生 | 生 | 生 | 生 |
| S6   | ニーガン                 | 救世主のリーダー。                         | -- | -- | -- | -- | -- | 生 | 生 | 生 | 生 | 生 | 生 |
| S6   | サイモン                 | 救世主のメンバー。ニーガンの右腕。         | -- | -- | -- | -- | -- | 生 | 生 | 死 | -- | -- | -- |
| S6   | ドワイト                 | 救世主のメンバー。ニーガンの右腕。         | -- | -- | -- | -- | -- | 生 | 生 | 生 | -- | -- | -- |
| S6   | シェリー                 | 救世主のメンバー。ニーガンの妻。           | -- | -- | -- | -- | -- | 生 | 生 | 生 | -- | -- | -- |
| S7   | エゼキエル               | 王国の王。元動物園飼育係。                 | -- | -- | -- | -- | -- | -- | 生 | 生 | 生 | 生 | 生 |
| S7   | ヘンリー                 | ベンジャミンの弟。                         | -- | -- | -- | -- | -- | -- | 生 | 生 | 死 | -- | -- |
| S7   | ジェリー                 | 王国に仕える一人。斧を持ち歩く。           | -- | -- | -- | -- | -- | -- | 生 | 生 | 生 | 生 | 生 |
| S7   | シヴァ                   | エゼキエルの愛虎。人懐っこい。             | -- | -- | -- | -- | -- | -- | 生 | 死 | -- | -- | -- |
| S7   | ギャビン                 | 救世主の幹部。                             | -- | -- | -- | -- | -- | -- | 生 | 死 | -- | -- | -- |
| S7   | ジャレット               | 救世主のメンバー。                         | -- | -- | -- | -- | -- | -- | 生 | 死 | -- | -- | -- |
| S7   | アラット                 | 救世主のメンバー。                         | -- | -- | -- | -- | -- | -- | 生 | 生 | 死 | -- | -- |
| S7   | ローラ                   | 救世主のメンバー。                         | -- | -- | -- | -- | -- | -- | 生 | 生 | 生 | 死 | -- |
| S7   | アン                     | 清掃人のリーダー。                         | -- | -- | -- | -- | -- | -- | 生 | 生 | 生 | -- | -- |
| S7   | タミエル                 | 清掃人のメンバー。                         | -- | -- | -- | -- | -- | -- | 生 | 死 | -- | -- | -- |
| S7   | ブリオン                 | 清掃人のメンバー。                         | -- | -- | -- | -- | -- | -- | 生 | 死 | -- | -- | -- |
| S7   | ナターニャ               | オーシャンサイドのリーダー。               | -- | -- | -- | -- | -- | -- | 生 | 死 | -- | -- | -- |
| S7   | シンディ                 | オーシャンサイドのメンバー。               | -- | -- | -- | -- | -- | -- | 生 | 生 | 生 | 生 | 生 |
| S8   | セディク                 | カールに助けられた男。医療研修生。         | -- | -- | -- | -- | -- | -- | -- | 生 | 生 | 死 | -- |
| S8   | アルデン                 | 救世主のメンバー。マギーに協力する。       | -- | -- | -- | -- | -- | -- | -- | 生 | 生 | 生 | 死 |
| S8   | レジーナ                 | 救世主のメンバー。                         | -- | -- | -- | -- | -- | -- | -- | 生 | 死 | -- | -- |
| S9   | アール                   | ヒルトップの鍛冶屋。                       | -- | -- | -- | -- | -- | -- | -- | -- | 生 | 死 | -- |
| S9   | RJ・グライムス           | リックとミショーンの息子                   | -- | -- | -- | -- | -- | -- | -- | -- | 生 | 生 | 生 |
| S9   | マグナ                   | 元ウェイトレス。                           | -- | -- | -- | -- | -- | -- | -- | -- | 生 | 生 | 生 |
| S9   | ルーク                   | 元音楽教師。マグナのグループ。             | -- | -- | -- | -- | -- | -- | -- | -- | 生 | 生 | 死 |
| S9   | ユミコ                   | マグナの恋人。マグナのグループ。           | -- | -- | -- | -- | -- | -- | -- | -- | 生 | 生 | 生 |
| S9   | コニー                   | 聾唖者の元マスコミ。マグナのグループ。     | -- | -- | -- | -- | -- | -- | -- | -- | 生 | 生 | 生 |
| S9   | ケリー                   | コニーの妹。マグナのグループ。             | -- | -- | -- | -- | -- | -- | -- | -- | 生 | 生 | 生 |
| S9   | アルファ                 | "囁く者"のリーダー。                       | -- | -- | -- | -- | -- | -- | -- | -- | 生 | 死 | -- |
| S9   | リディア                 | ”囁く者"の一員。アルファの娘。             | -- | -- | -- | -- | -- | -- | -- | -- | 生 | 生 | 生 |
| S9   | ベータ                   | ”囁く者"の一員。アルファの右腕の大男。     | -- | -- | -- | -- | -- | -- | -- | -- | 生 | 死 | -- |
| S10  | プリンセス               | 街で独居する陽気な女性。                   | -- | -- | -- | -- | -- | -- | -- | -- | -- | 生 | 生 |
| S10  | バージル                 | 島で一人で暮らす男性。                     | -- | -- | -- | -- | -- | -- | -- | -- | -- | 生 | 生 |
| S10  | イライジャ               | メリディアンのメンバー。マギーの右腕。     | -- | -- | -- | -- | -- | -- | -- | -- | -- | 生 | 生 |
| S10  | ハーシェル・リー         | マギーとグレンの息子。                     | -- | -- | -- | -- | -- | -- | -- | -- | -- | 生 | 生 |
| S10  | リア                     | リーパーの一員、ダリルの犬の元の飼い主     | -- | -- | -- | -- | -- | -- | -- | -- | -- | 生 | 死 |
| S11  | ポープ                   | リーパーの指導者。                         | -- | -- | -- | -- | -- | -- | -- | -- | -- | -- | 死 |
| S11  | マーサー                 | コモンウェルスの軍指導者                   | -- | -- | -- | -- | -- | -- | -- | -- | -- | -- | 生 |
| S11  | ステファニー（マックス） | コモンウェルスの知事秘書、マーサーの妹     | -- | -- | -- | -- | -- | -- | -- | -- | -- | -- | 生 |
| S11  | ランス・ホーンズビー     | コモンウェルスの運営責任者                 | -- | -- | -- | -- | -- | -- | -- | -- | -- | -- | 死 |
| S11  | パメラ・ミルトン         | コモンウェルスの知事                       | -- | -- | -- | -- | -- | -- | -- | -- | -- | -- | 生 |
| S11  | トミ                     | ユミコの兄。元外科医。                     | -- | -- | -- | -- | -- | -- | -- | -- | -- | -- | 生 |
| S11  | アニー                   | 共同住宅の住民。ニーガンの妻。             | -- | -- | -- | -- | -- | -- | -- | -- | -- |    | 生 |

## ウォーカー
呼称
本作品劇中における生ける屍、いわゆるゾンビの主たる呼称。なんらかのウイルスに感染した者の成れの果て。「ウォーカー」は正式な名称ではなく、主にリックたちのグループにおける呼称である。そのため、「バイター（Biter＝噛み付く人・噛み付く獣）」「感染者」「モンスター」「食人鬼/人食い鬼」「DD」「腐れ人（Rotter）」「ローマー（Roamer＝徘徊者・放浪者）」「水を差す奴ら」「皮を食う者たち」などと呼ぶ人々も存在する。
行動様式
動作速度はどの個体も基本的に人間よりも相対的に鈍い。肉体の損傷、腐敗分解の進行が浅い個体は、生きた人間の早歩きから小走り程度の速度で動くことができる。生き物を見つけて捕食しようとする以外は、あてどなく彷徨い歩くか静止状態。とりわけ冬場などの低温状態では、総じて活動的でない傾向にある。また、生きた動物以外でも、炎など熱を発しているものに対しウォーカーたちは走性を示す。身体が物理的に甚大な損壊を被ったり組織の腐敗分解が著しく進むと、ついには直立歩行は不可能となり、やがて黴や苔が生えるなどして次第に土に帰っていく。
ほとんどの場合、フェンスやハシゴ状の非常階段などは登れず、一定以上の大きな段差、障害物を走破できない。ただ、一部にはフェンスをよじ登る形で乗り越える個体も存在する。金属製のフェンスであれば通常であれば充分な足止めとなるが、木製のフェンスや扉の場合、数十体のウォーカーが集まると、圧力により破壊されて突破される。
目標の定位には聴覚と視覚を用いている。このため人間は建物や樹木などの遮蔽物に身を隠して静粛にしていれば、ウォーカーに見つからない。また、視界に入った人型らしき物体が生身の人間か自分と同じウォーカーかは、嗅覚で識別している。人間が身にウォーカーの体液を塗布したり下顎と腕を除去したペットウォーカーを引き連れることでウォーカーの関心を無効にできるのはこのためである。しかし、どういう理由か劇中説明はないが、多数の人間が集まっている場所には、大きな音や強い臭いを発しているわけでなくても、多数のウォーカーたちが群れをなして方々から引き寄せられ集まってくる。
また、幅が広くそれなりの深さのある、流れの早い川を渡る事はできない。ただし、湖のように流れのない場所などでは、ウォーカー達は浮くことができるため、時間はかかるものの偶然に向こう岸に渡りきることは可能と思われる。
何も食べないと餓死することから、カロリー消費はあると考えられるが、疲れずに行動し続けられるのかは不明。
撃退法
ウォーカーは、銃で何発も撃たれたり、下半身を失った状態でも活動を続ける。活動を止める有効な方法は、脳幹に大きなダメージを与えることのみである。頭部が多少破損した程度では動く者が多く、頭部が切り離された場合は頭部と繋がった部位がしばらく活動を続けるものの、剣や斧で断頭するのも有効であると言える。
基本的に不意をつかれない限り1〜2体のみであれば、ナイフ一本でも撃退は可能であり、逃走するのも充分に対処可能である。しかし通常、ウォーカーは集団行動している場合が多く、数十体になると非常に危険である。膨大な数になると、フェンスや民家をも破壊して進行する。
ガソリンなどで火をつけて焼却することも有効だが、数分間ほど活動を続けるため、火災が広がる場合がある｡落とし穴に落とすのも有効だが、そのまま飢えるまで数週間は動き続ける。獣用のトラップや捕獲網なども、殺害には至らないが足止めには有効である。足止めという意味では、脚部を損壊させることも有効である。
作中では、フェンスの内側から大声を出すことでウォーカーを集めておき、フェンス越しに頭に鉄棒などの簡単な武器を突き刺して倒していく方法が、もっとも安全かつ弾薬消費がない効率的な退治法と考えられる。この方法であれば、体力のない老人や子供でも、ウォーカーを退治することが出来る。ただし、ウォーカーの数が多すぎると処理が間に合わずに、圧力によってフェンスを破壊されて突破される可能性もある。
知能
初期のエピソードにドアノブを廻したり、ガラスを破る際に石を用いたり、車の下にいる人間をしゃがんで見つけるシーンが存在するが、高度な知能を有するわけではなく、あくまでも原始的かつ本能的な行動の一環である。
シーズン11後半では背の低い壁や引っ掛かりのある柱をよじ登ったり明確にドアノブを回してドアを開けたり、石などを拾い上げてガラスを破る、槍などの武器を掴んで抵抗する、唸り声を抑えて背後に迫ったりドアの後ろに隠れるなど変異した個体が登場し始める他、外伝では走り出す個体も写っている。
CDCの研究者ジェンナーの説明によれば、脳幹のみが活動しており、前頭葉などの人間らしさを司る器官は停止しているとのこと。ただし劇中で、教会の椅子に並んで座るなど生前の生活習慣を反復している、本能のみでは説明のつかない行動を示す個体も存在する｡
捕食対象以外に興味を示さないが、シーズン1第1話では少女のウォーカーが足下に落ちている人形を拾いあげたり、ウォーカーの妻が夫と息子のいる家にドアのノブを回して入ろうとするなど、生前の記憶や生活習慣などがわずかながら残っていると思われる描写がされている。
五感
視覚・聴覚・嗅覚は、程度が不明ながら有しており、銃声やアラームのような大きな物音や音声に反応して進行方向を変えたり、生者の姿を見つめながら襲いかかる。感染者の見極めは主に嗅覚に頼っていることが窺え、ウォーカーの血と臓物を全身に塗りたくり動きを真似することで群れへ紛れることができる。
群れに囲まれた際、倒したウォーカーの下に隠れることで、まだ視認されていないウォーカーをやり過ごしたり、壁に塗ったわずかだが新鮮な血に反応するウォーカーを誘導してナイフで倒す描写などがあるため、視覚よりも聴覚、聴覚よりも嗅覚（死臭との嗅ぎ分け）に頼る部分が大きいものと推測される。樹木や車両、建物等の遮蔽物に身を隠して静粛を保てば、ウォーカーはそこにいる人間に気づくことが出来ない。死人の顔の皮を被ることで気づかれずにウォーカーの群れに紛れることができる。
人間を捕まえたり、自立歩行したり、物をつかむなどの行動が出来ることから、触覚についても存在すると思われる。それに伴い、劇中の表現から、痛覚についてもかなり鈍いながら存在すると考えられる。味覚については不明であるが、他の五感が存在する上に、痛覚があることからも味覚もある可能性が高い。
その他、ウォーカーになった後も、爪や髪などは伸び続けている描写がなされており、新陳代謝などが行われていると考えられる。
食性
食性については人肉だけでなく、シカ、馬、ウシ、ブタ、ネズミ、リスなどの動物の生肉も摂食対象となる。基本的に生者を襲うのは食欲によるものであり、死んで間もない（まだ暖かく転化していない）死体には食らいつく。
ただし転化したり長い時間が経った死体には興味を示さない事から、ウォーカーにとっての食物とは発症（転化）していない新鮮な生肉であることが示唆されている。それゆえに共食いは起こらず、餌となる生き物がいなくなると、ふらふらと歩きまわる程度の行動しか行わない。
通常の人間と同じ歯にもかかわらず一旦獲物に食らいつくとほとんど一噛みで組織を食いちぎり、猛獣以上の能力を発する。食べる、といっても口器にて咀嚼された食物は腹腔内部に溜まるだけであり、消化吸収されているわけではない。また人間一人を喰い尽くすなど、消化器官のサイズにも影響されない。
長期間食物を摂取しないと飢餓により緩やかに衰弱していくことが作中で言及されている。摂食行動を欠くペットウォーカーは次第にやせ細る傾向にあったが、これが飢餓によるものか時間経過に伴う彼らの肉体の分解進行によるものかは語られていない。
なお「下顎を切除する」と食欲を失い、更に「両腕を切除する」と攻撃性も失う。そのため、殺傷の主な原因である腕と顎を切断することでほぼ無害化することが可能で、ミショーンは上記の特性と合わせることでペット化し「ウォーカー除け」として使用していた。
感染と転化
ジェンナーの研究した範囲では、感染した生者は死後に最短で3分、最長で8時間経過するとウォーカーへの変貌（転化）を遂げる。シーズン2終盤において、ウォーカーの咬傷や掻爬傷によらぬ通常の死をとげた人間であっても数分後にウォーカーとして蘇ることが判明した。
しかし、咬傷部位を速やかに切除すれば転化は起きない。このため、咬まれなくとも人間の身体に予めウイルスは潜伏しており、ウォーカーの咬傷でもたらされる別の何かやその人物の死が、ウイルスの活動の引き金になるらしいことが示唆された。
いつ感染したのか、空気感染なのか、全人類が感染しているのか、脳幹が無事な状態で死亡すると必ず発症するのかなどについては、シーズン10終了時点でも不明。
ウォーカーの咬傷や掻爬傷を受けると、ゾンビウイルスとは別の何らかの毒、または病原菌やウイルスにより高熱を発してうなされ、いずれ意識を失い、傷の具合にもよるが早ければおよそ数十分、保っても約1〜2日のうちに死亡してしまう。
上記のように速やかに患部を切除すれば助かる可能性もあるが、胴・頭・首など切除しようがない箇所に受けた場合、為す術はない。スピンオフである『フィアー・ザ・ウォーキング・デッド』では、ウォーカーに咬まれた後でも発症を薬で抑える例がある。

## 撮影場所
ウェストジョージア刑務所
本作では基本的にCG制作・CG加工により背景が作られることが多いが、ウェストジョージア刑務所は撮影のためのセットとして製作されたものであり、実在する刑務所ではない。装飾や配管などに至るまで作り込まれており、経年劣化したような加工や血しぶきなども施されている。
グレッグ・ニコテロによると、セットの制作費は150万ドルにも及んだという。なお、刑務所で育てられていた農作物などはすべて本物であり、キャストやスタッフ達はよくつまみ食いしていたと言う。

## 製作

### 企画の歴史
2010年1月20日、AMCは、フランク・ダラボン及びゲイル・アン・ハード製作総指揮、ダラボン監督・脚本により『ザ・ウォーキング・デッド』のパイロット版を製作すると発表した。2010年1月、パイロット・エピソードの脚本のレビューが公開された。AMCがシーズン1全6話の製作を決定した後、パイロット版の撮影が2010年5月15日よりジョージア州アトランタで始まった。シリーズの残りエピソードは2010年6月2日に撮影が始まり、ダラボンはショウランナーを務めた。
2010年8月31日、ダラボンは2011年2月に製作が開始される予定の『ウォーキング・デッド』シーズン2の準備をしていると明かした。2010年11月8日、AMCはシーズン2は全13話になると発表した。また、彼はカークマンの原作のVolume2にある「環境要素」のいくつかを入れたがっていた。
2011年10月25日、AMCはシーズン3の発注を発表した。
2012年12月21日、AMCはシーズン4の発注を発表した。
2013年10月29日、AMCはシーズン5の発注を発表した。

### 脚本
2010年7月17日、ダラボンは、シーズン1の脚本家と監督の名前を明らかにした。ダラボンは最初の3話の脚本を単独または共同で執筆し、第1話を監督した。ミシェル・マクラーレンは第2話を監督した。製作総指揮のチャールズ・H・イグリーと共同製作総指揮のジャック・ロ・ジュディチェはダラボンと共同で第3話の脚本を書き、グウィネス・ホーダー＝ペイトンが監督した。第4話は原作者で製作総指揮もしているロバート・カークマンが脚本を書き、ヨハン・レンクが監督した。第5話はグレン・マザラによって書かれ、アーネスト・ディッカーソンによって監督された。第6話はコンサルティング・プロデューサーでもあるアダム・フィエロが脚本を書き、ガイ・ファーランドが監督した。
2010年12月1日、ダラボンが製作総指揮のチャールズ・H・イグリーを含む脚本スタッフ全員を首にして、シーズン2ではフリーランスの脚本家を使用する計画であるとDeadline.comが報じた。2010年12月3日、製作総指揮のゲイル・アン・ハードは『エンターテインメント・ウィークリー』誌のインタビューにて、その報道は不正確であると語った。それによると、シーズン2は2011年10月開始を予定しており、それまでに本シリーズの脚本家が手掛けた別の脚本がパイロット版として使われた場合、本シリーズを降板して他のプロジェクトを優先してもよいというものであった。また彼女は、主要キャストたちは数シーズン分に及ぶ出演契約を済ませていることを認めた。

### 撮影
初回はデヴィッド・タッターサル、その他はデヴィッド・ボイドが撮影監督を務めた。プロダクションデザインはグレッグ・メルトンとアレックス・ハードゥが行った。特殊効果チームには、ベテランの特殊メイクデザイナーのグレゴリー・ニコテロ、特殊効果コーディネーターのダレル・プリチェット、視覚効果スーパーバイザーのサム・ニコルソンとジェイソン・スパーリングが参加した。

### CG編集
近年の映画やテレビドラマではCG加工・CG合成が珍しくないが、本作ではほぼ全編においてCGが多用されて制作されている。退廃した街並みや、大破した車両、飛び回るハエ、銃弾や弾痕、硝煙や土煙などに至るまで、「3DCGにより制作された精巧な3Dオブジェクト」を実際に撮影したフィルムに合成することで、制作コストの削減を実現している。
例えば、シーズン1ラストにある「CDC施設ビルの爆破シーン」では、街並みをフィルム撮影したものに、CDCビルを含めた爆発や破片などをすべて3DCGで制作したものを合成している。また、シーズン1で戦車にウォーカーが群がるシーンを上空から見下ろすシーンなどは、すべてを完全に3DCGで制作したものが使用されている。

### ウォーカーの撮影
大勢のウォーカーの特殊メイクするには、かなりの時間・労力・莫大なコストがかかってしまう。そのため、大量のウォーカー達が徘徊するシーンなど、ほとんどのウォーカーのシーンは3DCG制作された3Dモデルを、モーションキャプチャーで動かしたものをCG合成することで、コスト削減を実現している。
その一方で、合成では効率的でない場合や、登場人物とウォーカーとの演技が必要なシーンについては、特殊メイクをした俳優がウォーカーを演じている。ウォーカーをナイフで頭部や腕などを切断したり串刺しにするシーンや、下半身のないウォーカー、血飛沫などもCGによりブルーバック合成することで実現している。
上記のCG編集を含めて、これらについては注釈のリンク先の動画や、こちらの外部リンクを参照のこと。

### マーケティング
初回は120か国で同週に一斉公開された。放送前のプロモーションの一環として、AMCとFOXインターナショナル・チャンネルズは2010年10月26日に世界26大都市でゾンビメイクのエキストラが登場するイベントを行い、台北と香港から始まり、24時間後にロサンゼルスで終わった。
2010年のコミコン・インターナショナルのすぐ後、番組の公式ウェブサイトにて原作コミック第1号に基づいたモーション・コミックが公開され、フィル・ラマールが声の出演を務めた。また、サイトは主として第1話に関するメイキング・ドキュメンタリー、多くの他の舞台裏のビデオやインタビューを公開した。ドキュメンタリーでは、コミックの作者で番組の製作総指揮のロバート・カークマンと作画のチャーリー・アドラードが出演俳優と原作コミックのキャラクターの類似点を挙げ、どれだけ忠実で自分たちが満足しているかを語った。
リック・グライムスやダリル・ディクソンなどのアクションフィギュアが、2011年11月に発売された。マクファーレン・トイズによるこのフィギュアは、シリーズの俳優に似せて設計されている。原作コミックのキャラクターに似せたフィギュアは、それに先行して同年9月に発売された。

## 原作との違い
この作品はロバート・カークマン、トニー・ムーア、チャーリー・アドラードによるグラフィックノベル・シリーズ『ウォーキング・デッド』を原作として制作されているが、原作コミックスとは登場人物や物語の展開が違っている。物語の大筋はある程度同じだが、リックがアトランタでグレンと出会い助けられる辺りから段々と細かな部分が違ってくる。
- 物語の展開が違う。（例：原作ではアトランタにいたのはグレン一人だが、ドラマではアンドレア達も取り残されている）
- 出会う人物が違う。（例：原作では初期キャンプにアレン夫妻と双子の兄弟がいるが、ドラマにはいない）
- 生存者や犠牲者が違う（例：原作では生き残ったキャラクターが死んだり、死ぬキャラクターが生き残ったりする）
- 一部、ドラマのオリジナルキャラクターが存在する。（例：ダリル＆メルルのディクソン兄弟）
- 一部、原作に登場していたキャラクターが存在しない。（例：ハーシェルの双子の子供達）
- 同じ名前だが人物像や役柄、周囲との関係性が大きく違う場合がある。（例：アンドレア、キャロル）
- その他、細かな設定が違う。

上記の理由からドラマと原作とでは大幅な違いがある為、パラレルワールドのような関係になっている。なお、飛鳥新社から原作の日本語訳版が発売されている。（コミック版ウォーキング・デッド | 日本公式サイト）

## 評価

### 批評家の反応
シーズン1はMetacriticで25のレビューで、平均点は100点満点中82点となった。『ウォールストリート・ジャーナル』のナンシー・デ・ウルフ・スミスは「パイロット版は私のようなゾンビ嫌いの人間でさえ惹きつけられるほどすばらしい」と述べ、リアルで映画的な番組であると評した。

### レイティング
パイロット版は530万人の視聴者を獲得し、AMCテレビシリーズの史上最も観られた初回エピソードとなった。シーズン1の最終回はシリーズ最高となる600万人の視聴者を獲得した。もっとも視聴者数が多かったのはシーズン5の第1話で1,729万人。関心の高かったシーズン7の第1話も1,703万人の視聴者がおり、そこからは徐々に視聴者が減っていく。完結となるシーズン11の最終24話は227万人で幕を閉じた。

### 受賞とノミネート
『ウォーキング・デッド』は2010年度の全米脚本家組合賞で新シリーズ賞にノミネートされた。第68回ゴールデングローブ賞ではテレビシリーズ賞（ドラマ部門）にノミネートされた。2010年のアメリカ映画協会賞では同年のテレビ番組トップ10に入った。2011年のサターン賞では、テレビ番組賞、テレビ男優賞、テレビ女優賞、テレビ助演男優賞、テレビ助演女優賞、テレビゲスト俳優賞の6部門でノミネートされた。テレビ批評家協会賞ではドラマシリーズ賞にノミネートされた。

## スピンオフ

### フィアー・ザ・ウォーキング・デッド
2015年8月23日より、前日譚にあたるスピンオフ『フィアー・ザ・ウォーキング・デッド』シーズン1全6話の放送を開始した、本編からのキャラクター移動もあり、本編終了後も継続され、ファイナルシーズンとなるシーズン8が2023年に放送された。日本ではAmazonプライム・ビデオで配信されたのちにFOXチャンネルで放送されている。

### ウォーキング・デッド: ワールド・ビヨンド
2020年に10話の新たなスピンオフ『ウォーキング・デッド: ワールド・ビヨンド』(The Walking Dead: World Beyond)が放送予定であると発表された。シリーズはスコット・M・ギンプルとMatt Negretteにより製作され、文明崩壊後に育った二人の若い女性を主人公とする。全2シーズンだけの製作となっており、2021年のシーズン2をもって完結した。シーズン1は2020年10月1日より配信サービスAMC+で配信され、同年10月2日よりは日本を含む一部地域でAmazonプライム・ビデオにより配信され、同年10月4日よりAMCで放送されている。シーズン2は2021年10月2日よりAMC+で配信され、同年10月3日よりAmazonプライム・ビデオで配信されている。

### テイルズ・オブ・ザ・ウォーキング・デッド
2020年9月、アンソロジーシリーズの製作予定が発表された。2022年8月14日より6エピソードで放送・配信された。More Tales from the Walking Dead Universeと名付けられた続編の別シリーズが予定されている。『テイルズ・オブ・ザ・ウォーキング・デッド』(原題：Tales of The Walking Dead）は、日本では2024年1月19日からU-NEXTで配信されている 。

### ウォーキング・デッド: ダリル・ディクソン
2020年9月、ダリルとキャロルを中心としたスピンオフシリーズ『ウォーキング・デッド: ダリル・ディクソン』（原題：The Walking Dead: Daryl Dixon）が2023年に放送される予定であると発表された。2023年9月10日より放送され、同年7月にはシーズン2も決定し、米国で2024年9月29日から放送。すでにシーズン3の制作も決まっており、撮影がスペインで行われる予定。
日本では2023年10月20日よりU-NEXTで配信されている。

### ウォーキング・デッド: デッド・シティ
2022年3月、ニューヨーク市を舞台とし、マギーとニーガンを主人公としたシリーズ"Isle of the Dead"を2023年に放送することが発表されたが、同年8月にタイトルが"The Walking Dead: Dead City"へ変更になった。2023年6月18日より6話のシリーズが放送された。2023年7月、シーズン2へと更新された。『ウォーキング・デッド: デッド・シティ』（原題：The Walking Dead: Dead City）は、日本では2023年11月17日よりU-NEXTで配信されている。

### ウォーキング・デッド: ザ・ワンズ・フー・リブ
リック・グライムスのその後を描く三部作の映画が製作予定であったが、その後全6話からなるリミテッド・シリーズに企画が変更され、2024年2月25日に公開された。2023年1月に撮影開始された。『ウォーキング・デッド: ザ・ワンズ・フー・リブ』（原題：The Walking Dead: The Ones Who Live）は、日本では2024年2月26日からU-NEXTで配信されている。

## ゲーム化
2018年現在。以降も複数のゲームソフトが発売されている。
- THE WALKING DEAD（A Telltale Games Series）
Telltale Games（英語版）開発による同名のアドベンチャーゲームシリーズ。ロバート・カークマンが会長を務めるSkybound（英語版）も出版・開発に携わる。原作や本作と世界観は共有しているが、脚本はゲームオリジナル。登場人物もオリジナルキャラクター中心だが、本作でも登場する人物が脇役で登場するなど時間線の繋がりをみせる部分もある[73]。グラフィックはアメリカン・コミックスタッチになっている。
  - ウォーキング・デッド シーズン1（The Walking Dead: A Telltale Games Series）
    - 北米版は2012年4月以降、日本版は2013年12月以降にリリース。対応機種はPS3、PS4、Windows、Android/iOSほか[74]。

  - ウォーキング・デッド シーズン2（The Walking Dead Season Two: A Telltale Games Series）
    - 上記ゲームの続編。北米版は2013年12月以降、日本版は2016年6月にリリース。

  - ウォーキング・デッド シーズン3（The Walking Dead: A New Frontier）
    - 上記ゲームの続編。2016年12月以降にリリース。日本語未対応[75]。

  - ウォーキング・デッド シーズン4（The Walking Dead: The Final Season）
    - 上記ゲームの続編。2018年8月以降にリリース。日本語未対応[75]。

  - The Walking Dead: Michonne（英語版）
    - ミショーンを主人公に据えた、Telltale Gamesシリーズのスピンオフ作品。2016年2月にリリース。日本語未対応。
- The Walking Dead: Survival Instinct（英語版）
  - ダリル・ディクソンが主人公を務める一人称視点のアクションゲーム。対応機種はPC、PS3、Xbox 360。2013年にActivisionよりリリース。日本版は未発売[76]。
- ウォーキング・デッド サバイバルへの道（The Walking Dead: Road to Survival（英語版））
  - Android/iOS向けのストラテジーRPGで[77]、原作やTelltale版アドベンチャーゲームのキャラクターも登場する。2015年にScopelyよりリリース（日本語対応）。
- THE WALKING DEAD（アーケードゲーム）『THE WALKING DEAD』のアーケードゲーム筐体（RAW THRILLS）

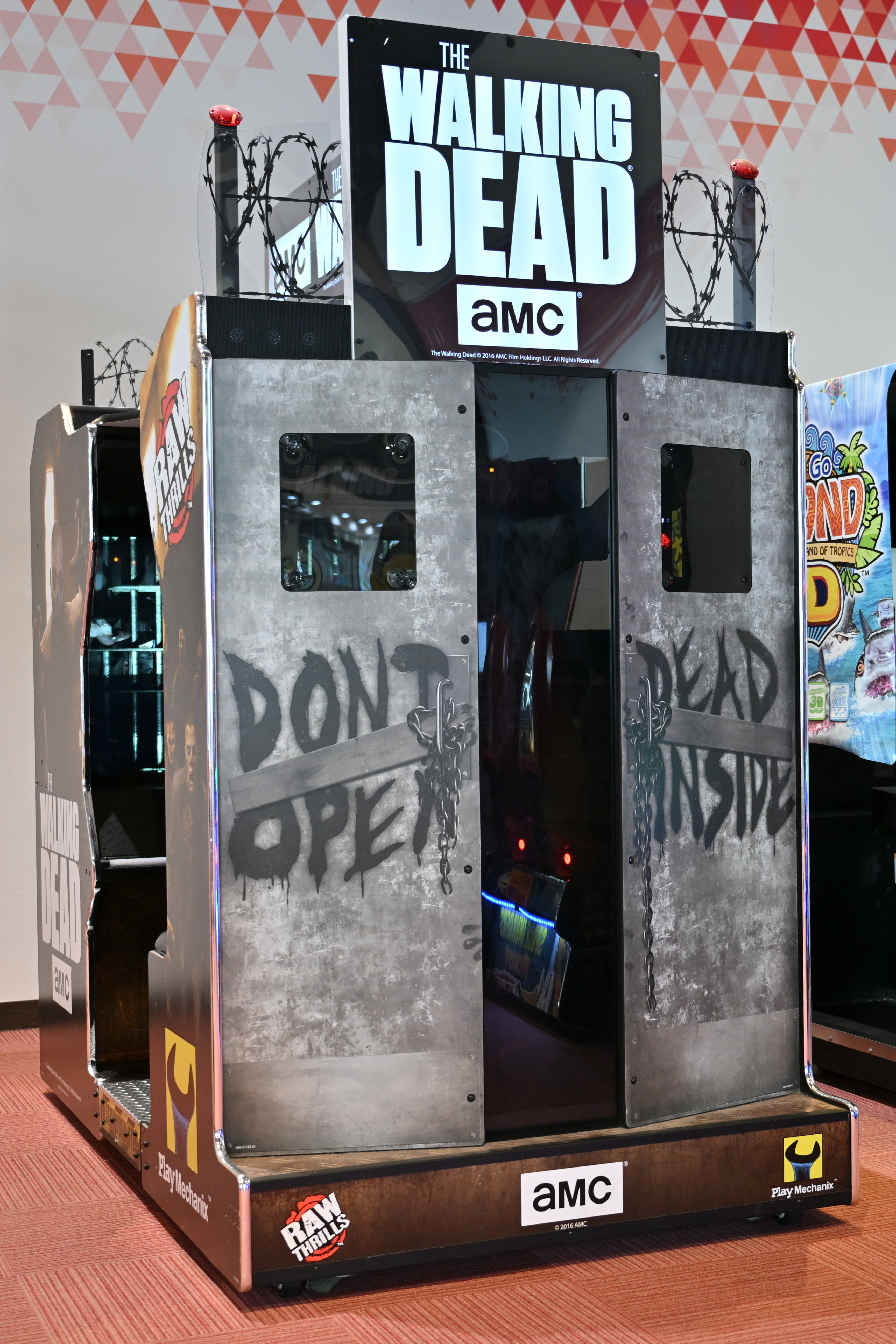
『THE WALKING DEAD』のアーケードゲーム筐体（RAW THRILLS）

  - RAW THRILLS開発によるアーケード向けホラーシューティングゲーム（ガンシューティングゲーム）。日本では2017年7月にバンダイナムコテクニカより発売。
- ウォーキング・デッド：ノーマンズ・ランド（The Walking Dead: No Man's Land）
  - Android/iOS向けのストラテジーゲームで、本ドラマ版を基にしている。2015年にNext Gamesよりリリース。2018年6月に日本語対応。
- ウォーキング・デッド：我らの世界（The Walking Dead: Our World）
  - Android/iOS向けの、拡張現実（AR）を利用した位置情報ゲーム。2018年にNext Gamesよりリリース（日本語対応）。
- OVERKILL's The Walking Dead（英語版）
  - 本ドラマ版の世界を舞台にしたFPS。開発はOverkill Software（英語版）。2018年11月に英語版がリリース。日本語版未発売。

### ゲスト出演
- 鉄拳7
  - ダウンロードコンテンツ第9弾の追加プレイアブルキャラクターとして、ニーガンが参戦している。
- Brawlhalla
- コール オブ デューティー モダン・ウォーフェアIII/ウォーゾーン2.0
  - シーズン02の追加プレイアブルキャラクターとして、リックとミショーンが参戦している。
- DeadbyDaylight

サバイバーとしてリックとミショーン、ダリルが参戦、ダリルはリックの課金スキンにて変更できる

## エピソード一覧
| シーズン | シーズン | 話数 | 初放送日       | 初放送日       | DVD&Blu-ray Disc発売日                                | DVD&Blu-ray Disc発売日 | DVD&Blu-ray Disc発売日 |
| シーズン | シーズン | 話数 | シーズン初回   | シーズン最終回 | Region 1                                              | Region 2               | Region 4               |
| -------- | -------- | ---- | -------------- | -------------- | ----------------------------------------------------- | ---------------------- | ---------------------- |
|          | 1        | 6    | 2010年10月31日 | 2010年12月5日  | 2011年3月3日 2011年10月4日 （スペシャルエディション） | 2011年5月16日          | 2012年4月4日           |
|          | 2        | 13   | 2011年10月16日 | 2012年3月18日  | 2012年8月28日                                         | 2012年8月27日          | 2012年6月20日          |
|          | 3        | 16   | 2012年10月14日 | 2013年3月31日  | 2013年8月27日                                         | 2013年9月30日          | 2013年9月25日          |
|          | 4        | 16   | 2013年10月13日 | 2014年3月30日  | 2014年8月26日                                         | 2014年9月29日          | 2014年10月10日         |
|          | 5        | 16   | 2014年10月12日 | 2015年3月29日  | 2015年8月25日                                         | 2015年9月28日          | 2015年9月2日           |
|          | 6        | 16   | 2015年10月11日 | 2016年4月3日   | 2016年8月23日                                         | 2016年9月26日          | 2016年9月21日          |
|          | 7        | 16   | 2016年10月23日 | 2017年4月2日   | 2017年8月22日                                         | 2017年9月25日          | 2017年9月27日          |
|          | 8        | 16   | 2017年10月22日 | 2018年4月15日  | 2018年8月21日                                         | 2018年12月26日         | 2018年9月26日          |
|          | 9        | 16   | 2018年10月7日  | 2019年3月31日  | 2019年8月20日                                         | 2019年12月25日         | 2019年9月25日          |
|          | 10       | 22   | 2019年10月6日  | 2021年4月4日   | 未公表                                                | 未公表                 | 未公表                 |
|          | 11       | 24   | 2021年8月22日  | 2022年11月20日 | 未公表                                                | 未公表                 | 未公表                 |